# Trichorhina bonadonai
Trichorhina bonadonai är en kräftdjursart som beskrevs av Albert Vandel 1953A. Trichorhina bonadonai ingår i släktet Trichorhina och familjen myrbogråsuggor. Inga underarter finns listade i Catalogue of Life.